# Schlager 1958
Die  deutsche Vorentscheidung zum Eurovision Song Contest 1958 fand am 20. Januar 1958 in der Kleinen Westfalenhalle in Dortmund statt. Produziert wurde sie vom Westdeutschen Rundfunk.
Zwölf Interpreten, ausgesucht von sechs Landesrundfunkanstalten, stellten sich dem Wettbewerb.
Gewonnen wurde der Wettbewerb wie im Vorjahr von Margot Hielscher, diesmal mit dem Lied Für zwei Groschen Musik. Es erhielt zehn Stimmen. Die Musik stammte von Friedrich Meyer, dem damaligen Ehemann von Margot Hielscher, und der Text von Fred Rauch und Walter Brandin. Lale Andersen belegte mit Die Braut der sieben Meere den zweiten Platz. Zwei weitere Lieder waren Etwas leise Musik und Drei Häuser weiter, das aber keinem Interpreten mehr zuzuordnen ist. Die anderen Liedtitel und die weiteren Platzierungen sind nicht dokumentiert.
| Platz | Startnr. | Interpret        | Lied Musik (M) und Text (T)                                               | Punkte |
| ----- | -------- | ---------------- | ------------------------------------------------------------------------- | ------ |
| 1.    | 01       | Margot Hielscher | Für zwei Groschen Musik M: Friedrich Meyer; T: Fred Rauch, Walter Brandin | 10     |
| 2.    | 09       | Lale Andersen    | Die Braut der sieben Meere M/T: Nicola Wilke, Claus Ogerman               | 0?     |
| –     | 02       | Erni Bieler      | ?                                                                         | 0?     |
| –     | 03       | John Paris       | ?                                                                         | 0?     |
| –     | 04       | Fred Bertelmann  | ?                                                                         | 0?     |
| –     | 05       | Gitta Lind       | Etwas leise Musik                                                         | 0?     |
| –     | 06       | Margret Fürer    | ?                                                                         | 0?     |
| –     | 07       | Vico Torriani    | ?                                                                         | 0?     |
| –     | 08       | Georg Thomalla   | ?                                                                         | 0?     |
| –     | 09       | Fred Weyrich     | ?                                                                         | 0?     |
| –     | 08       | Evelyn Künneke   | ?                                                                         | 0?     |
| –     | 10       | Peter Lorenz     | ?                                                                         | 0?     |

Margot Hielscher erreichte beim Eurovision Song Contest im niederländischen Hilversum den siebten Platz.